# Іван Сарайва де Соуза
Іван Сарайва де Соуза (порт. Ivan Saraiva de Souza; 18 січня 1982, Кампінас) — бразильський футболіст, захисник клубу «Капіваріано».

## Біографія
Професійну кар'єру розпочав у клубі «Атлетіку Паранаенсе». Дебютував 3 серпня 2001 року в матчі проти «Греміо» (2:0). Всього за ураган провів 103 матчі і забив 3 голи. У січні 2005 року відправився в піврічну оренду в донецький «Шахтар» з правом викупу. У команді зіграв лише один матч проти харківського «Металіста» (0:1). У 2007 році виступав за «Флуміненсе» на правах оренди.
Взимку 2008 року перейшов в турецький «Газіантепспор»., у якому провів 4 роки, провівши 118 матчів і відзначився 5 разів. 4 вересня 2012 року підписав контракт з «Мерсін Ідманюрду».
Влітку 2013 року повернувся на Батьківщину, де грав за клуби «Фігейренсе» та «Капіваріано».

## Досягнення
- Чемпіон Бразилії (1): 2001
- Віце-чемпіон Бразилії (1): 2004
- Чемпіон України (1): 2004/05
- Чемпіон штату Парана (1): 2002
- Володар Кубка Бразилії (1): 2007